# Timandromorpha
Timandromorpha là một chi bướm đêm thuộc họ Geometridae.